# Every Season
Every Season è un singolo del rapper statunitense Roddy Ricch, pubblicato il 26 ottobre 2018 come secondo estratto dal secondo mixtape Feed tha Streets II.

## Tracce
Testi e musiche di Rodrick Moore, Bishop Grinnage e Joshua Cross.
1. Every Season – 3:34

## Formazione
Musicisti
- Roddy Ricch – voce

Produzione
- Beezo – produzione
- Cassius Jay – produzione
- Dave Kutch – mastering
- Kevin Spencer – missaggio

## Classifiche
| Classifica (2019) | Posizione massima |
| ----------------- | ----------------- |
| Stati Uniti       | 107               |